# Acraea monteironis
Acraea monteironis är en fjärilsart som beskrevs av Butler 1874. Acraea monteironis ingår i släktet Acraea och familjen praktfjärilar. Inga underarter finns listade i Catalogue of Life.